# Nicolás Roland
Nicolás Roland (Baslieux-les-Reims, Francia, 8 de diciembre de 1642-Reims, 27 de abril de 1678) fue un sacerdote, canónigo, pedagogo y fundador francés. Fue amigo, contemporáneo y director espiritual de san Juan Bautista de La Salle.

## Biografía

### Infancia y juventud
Nicolás Roland nace en la pequeña localidad de Baslieux-les-Reims, a nueve kilómetros de Reims, hijo de Jean-Baptiste Roland (1611-1673), comisario para las guerras y antiguo comerciante de paños y de Nicole Beuvelet. El padrino de su bautismo, celebrado el 23 de julio de 1643, fue su tío, el luego famoso Matthieu Beuvelet.
En 1650 ingresa en el colegio de los jesuitas de Reims, junto a la iglesia de San Mauricio, donde demuestra una inteligencia viva y el deseo de hacerse sacerdote. En 1653 recibe la tonsura de manos del obispo de Pouy en la abadía de Saint-Pierre les Dames.
Ya clérigo, comienza sus estudios de Retórica y Teología, participando también en varias obras de teatro, como la estrenada con ocasión de la coronación de Luis XIV el 7 de junio de 1654, Le lys, sacreé roi des fleurs. Una vez terminados sus estudios, abandona momentáneamente la carrera sacerdotal y emprende un viaje por toda Francia para conocer el país. Tras un accidentado viaje por mar, decide consagrarse totalmente a Dios y hacerse presbítero.
El joven estudiante se traslada a París en 1660 para estudiar Filosofía y Teología, probablemente con los jesuitas. Se aloja en el Colegio de "Bons Amis". Pertenece a varias asociaciones piadosas, demostrando un carácter apasionado y activo que le acompañó toda su vida, como la Asociación de Amigos del jesuita Jean Bagot, la de San Vicente de Paúl y la Asociación de Misiones Extranjeras. Incluso llega a plantearse ingresar en la Compañía de Jesús. Se entusiasma con los misioneros y decide trasladarse a Siam, pero antes termina con el Doctorado sus estudios de Teología. En 1664, recibe el diaconado y el 3 de marzo de 1665 es ordenado sacerdote.
Su deseo de ser misionero en tierras lejanas se disipa al recibir la prebenda de Canónigo «Teologal» —es decir, predicador— de la catedral de Reims. Ya como canónigo, hace algunos viajes misioneros como predicador popular, pero su función principal es escribir sermones y formar a los nuevos sacerdotes.

### Vida apostólica
En 1666 abandona la casa paterna y se traslada a la calle de Barbâtre, en Reims, donde comienza una vida entregada a la caridad desde una gran pobreza. Establece contactos con el seminario de Saint Nicholas-du-Chardonnet, donde trabaja su tío y se impregna del espíritu de Adrian Bourdoise, Jean-Jacques Olier y el movimiento de renovación del clero francés. Pasa varios meses en Ruan, en la parroquia de Saint-Amand, viviendo en el hueco de la escalera durante seis meses. Allí sigue las orientaciones de Antoine de la Haye en total desprendimiento y pobreza. Tras esta experiencia, su casa se convierte en una especie de seminario preparatorio para jóvenes aspirantes al sacerdocio que él anima y ayuda de diversas formas.
De entre todas su muchas actividades apostólicas y además de hacia la dirección espiritual, es hacia la educación popular hacia la que se siente más atraído el joven canónigo, especialmente tras la publicación en 1668 de las Amonestaciones de Charles Démia, verdadero precursor de la escuela para los pobres. En Ruan conoce a otro apasionado religioso embarcado en la obra de las escuelas para los pobres, el mínimo y posterior beato Nicolás Barré, que había llegado a la ciudad en 1659.
El 15 de octubre de 1670 realiza la defensa legal del orfanato remense fundado por Marie Varlet. Solicita al padre Nicolás Barré el envío de dos religiosas maestras de las Hermanas de la Providencia, fundadas por la Orden de los Mínimos, para ayudar en esta obra.
El 27 de diciembre del mismo año recibe a las dos maestras y las alberga en la casa. Eran Françoise Duval y Ana Le Coeur, con las que iniciará de la Congregación de Hermanas del Santo Niño Jesús, dedicadas a la educación de las niñas pobres y abandonadas.

### Encuentro La Salle y fundación de las Hermanas del Niño Jesús

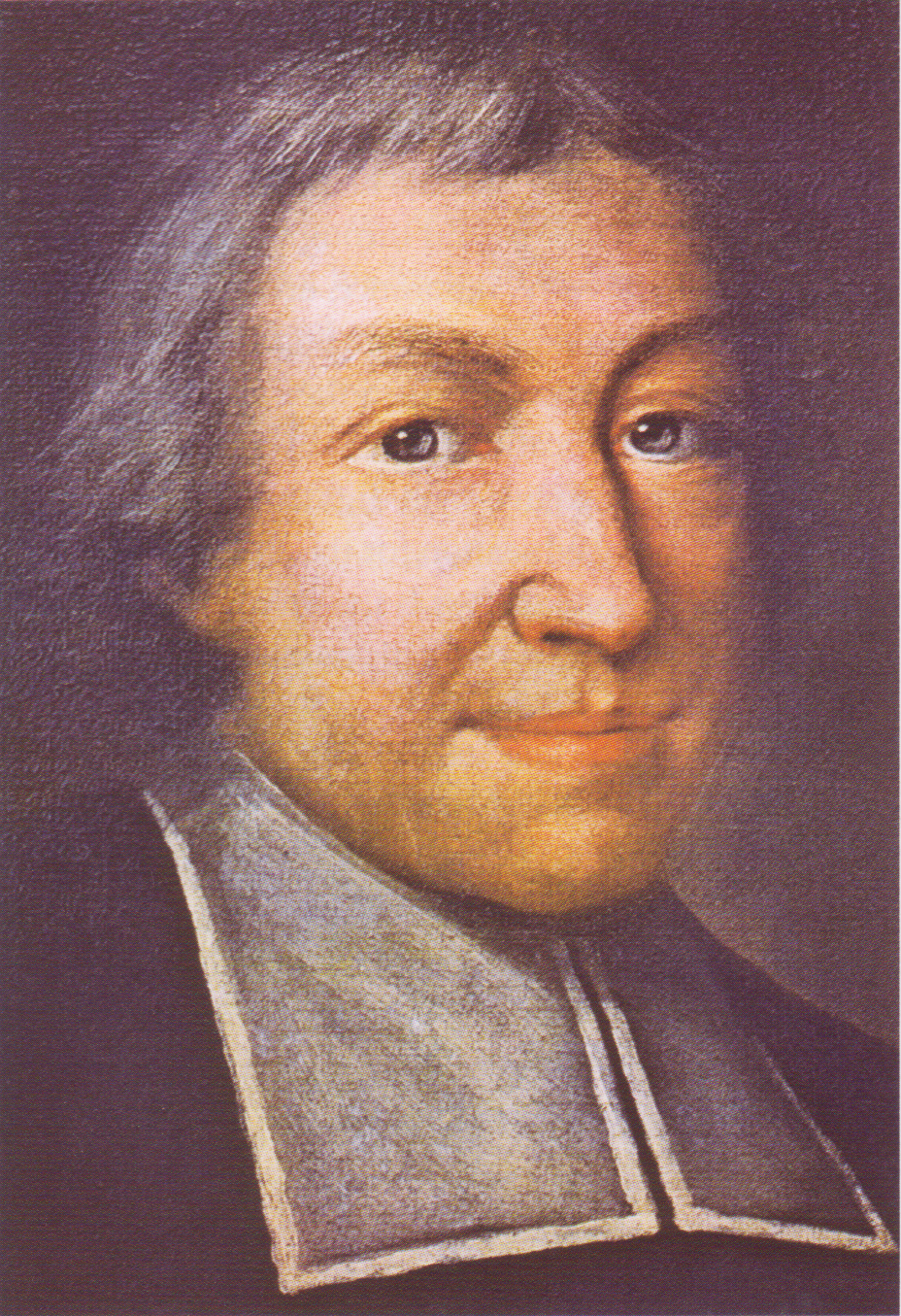
San Juan Bautista de La Salle: cuadro pintado por Pierre Léger. Se conserve en la Sala del Fundador de la Casa Generalicia, en Roma. Data de 1734 y ha sido generalmente considerado como el retrato oficial.

En 1672 se encuentra con otro joven canónigo de Reims, Juan Bautista de La Salle, de quien asume por un tiempo la dirección espiritual. Ambos se animan mutuamente en las obras apostólicas que emprenden. Mientras su dirigido permanece en el Seminario de Saint-Sulpice, en París, conserva con él estrecha correspondencia y diversos encuentros. Sus primeras relaciones son más bien espirituales, aun cuando le va inculcando el desprendimiento que él mismo tiene y que luego manifestará el fundador de los Hermanos de las Escuelas Cristianas.
Tras el fallecimiento de su padre, en 1673, se entrega más al apostolado sacerdotal y a la animación de la nueva comunidad de Hermanas del Santo Niño Jesús. Además del Orfanato, se encarga de varias escuelas de barrio. El 13 de junio abre en Reims la primera escuela propia de las Hermanas. Lo hace a sus expensas. Se siente seguro en el terreno de las niñas, pero no sabe cómo atender por igual las escuelas de niños. Intentará que comience La Salle la obra masculina, pero no lo consigue.
En 1675 recibe la aprobación de la Regla de las Hermanas, por parte del Arzobispo Charles-Maurice Le Tellier. Las señala el nombre de "Hermanas del Niño Jesús", por su devoción a esta advocación venerada en el Carmelo de Beaune, su lugar preferido de peregrinación. Escribe diversas obras espirituales y publica el manifiesto Avisos para las personas regulares. Uno de los avisos dejado a las Hermanas dice así:

El fuego sagrado, que debe abrasar a las Hermanas, les lleva a caldear a los demás, sobre todo a las maestras, a las alumnas, y a cuantas personas traten. Así lograrán, con los buenos ejemplos y las palabras edificantes, hacer el bien que la Divina Providencia desee. Con ese fuego, amarán al prójimo, pues Dios no separa la caridad con que quiere que le amemos a Él de la que debemos tener con todos los hombres. Este es el principio que debe animar en la instrucción de las niñas en la escuela, no haciendo distinción de personas ni de sus cualidades humanas y naturales.

Al año siguiente entrega todos sus bienes para consolidar la joven congregación. Multiplica sus actividades en favor de los necesitados. Sufre diversas incomprensiones por parte del cabildo catedralicio y de la autoridad eclesial. Emprende varios viajes a París para conseguir el reconocimiento civil de su Comunidad, pero el proceso se demora. 
Durante los meses de marzo y abril de 1678 participa en una gran campaña de predicación y apostolado, ayudando a los padres del oratorio. El 30 de marzo asiste con gozo a la primera misa de su dirigido, Juan Bautista de la Salle. Anima a La Salle a canjear su canonjía por una pequeña parroquia, pero el arzobispo se opone y la operación queda en suspenso.

### Enfermedad, muerte y legado

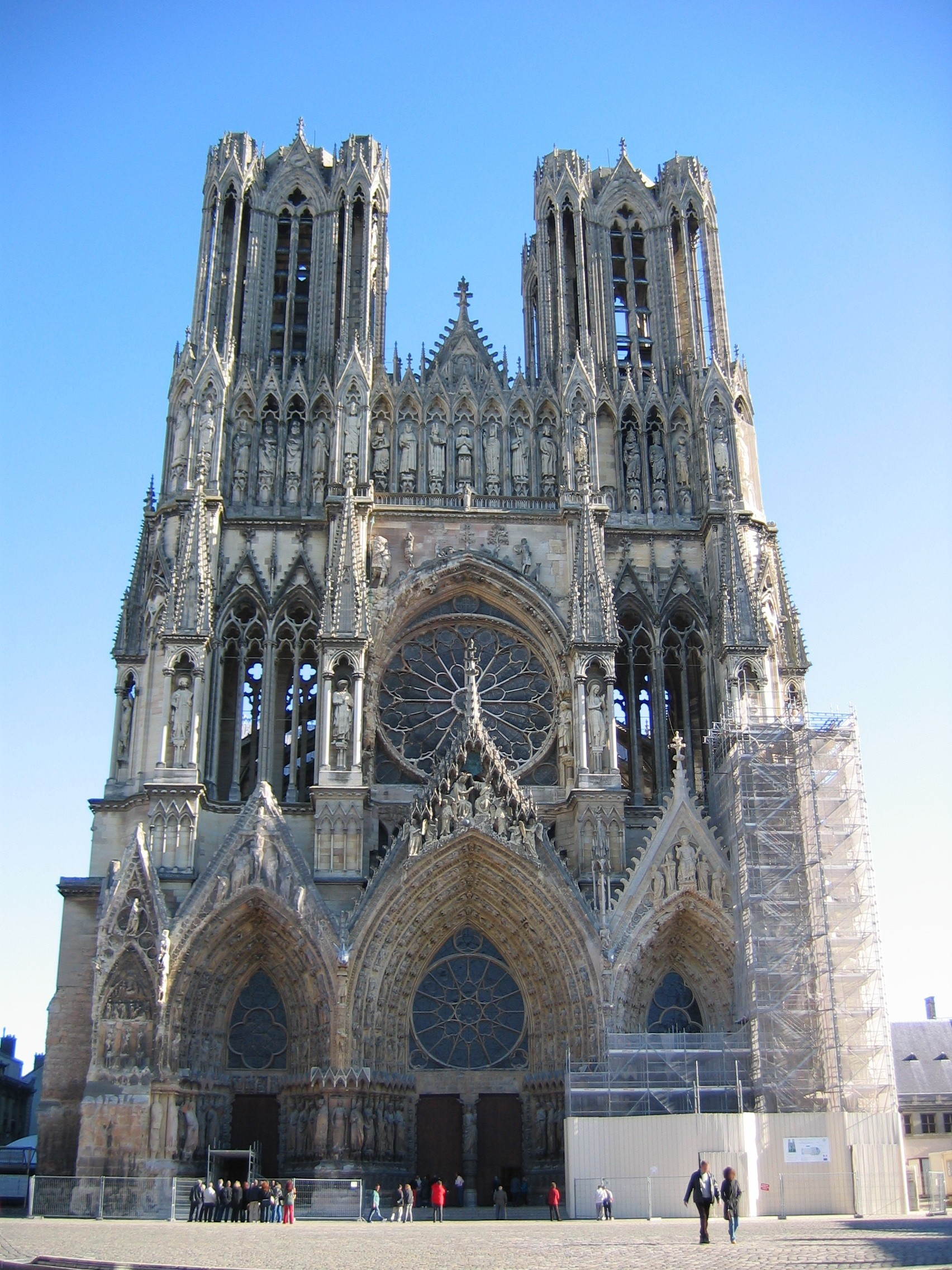
Fachada occidental de la catedral de Reims.

El 19 de abril de 1678 tiene que guardar cama aquejado de una fuerte fiebre. El 23 del mismo mes redacta el testamento, dejando el encargo a Juan Bautista de La Salle y al joven clérigo Nicolas Rogier de dar terminación a su Instituto. El 27 fallece tranquilamente, siendo enterrado en la capilla de las Hermanas el día 29. Tenía sólo 35 años y dejaba un gran proyecto apostólico iniciado, aunque sólo contaba 20 Hermanas, un asilo y cuatro escuelas.
San Juan Bautista de La Salle continuará la aprobación de su obra y posteriormente seguirá sus pasos fundando la congregación de los Hermanos de las Escuelas Cristianas para la educación humana y cristiana de los hijos de los artesanos y de los pobres.
Nicolás Roland fue beatificado en Roma, por el papa Juan Pablo II el 16 de octubre de 1994, junto a los religiosos Josefina Vannini, Alberto Hurtado Cruchaga, Petra de San José Pérez Florido y María Rafols, como paso previo a una futura canonización. Sus restos descansan en una cripta de la Casa Madre de las Hermanas del Niñoz Jesús, en Reims

## Escritos
- Pequeño tratado de las virtudes que son necesarias a las Hermanas del Niño Jesús, Traité Petit traité des vertus les plus nécessaires aux sœurs, qu’on a trouvé écrit de la main de M. le Théologal, où il exprime ses sentiments sur la Communauté en francés.[3]
- Aviso a las personas regulares, Avis donnés par feu Monsieur Nicolas Roland, Théologal de Reims, pour la conduite des personnes régulières en francés.
- Conferencias sobre la perfección, Première Conférence faite par le sieur Théologal à la Communauté du Saint Enfant-Jésus, sur ces paroles: «soyez parfaits, comme votre Père Céleste est parfait» en francés.
- Memoria al Arzobispo de Reims, Mémoires sur la Vie de Monsieur Nicolas Roland, prêtre, Chanoine Théologal de l’Église de Reims, et Fondateur de la Communauté du Saint-Enfant-Jésus en francés.
- Correspondencia: Recueil des Lettres écrites par la main de Monsieur Nicolas Roland, Théologal, à plusieurs de ses pénitentes en francés.

## Pedagogía de Roland
La pedagogía de Roland tiene mucho que ver con su propia vida: humilde, sencilla, natural, pero también ambiciosa y comprometedora, incluso cautivadora y contagiosa:
- Es pedagogía de vanguardia, por ser pionero de obras de educación popular.
- La vinculó con una dinámica ascética singular. Asceta y místico a la vez, afirmó que la vida de los hombres es grande si se entiende como lucha y entrega al servicio divino.
- Lo más valioso de su actitud fue su testimonio y su pasión. Fueron los rasgos que consideró como valores pedagógicos insustituibles en sus maestras. Con ellos adornó la escuela cristiana de niñas que diseñó y el ideario sencillo que ofreció a sus maestras abnegadas y generosas que agrupó con esfuerzo y confianza en Dios.

Nicolás Roland es uno de los pedagogos que hicieron posible en el siglo XVII la difusión de las escuelas populares, precursor junto a san Pedro Fourier y Charles Démia de lo que luego serían las escuelas populares de la Iglesia, especialmente en la obra de san Juan Bautista de La Salle.